# Severino Bernardini
Pour les articles homonymes, voir Bernardini.
Severino Bernardini, né le 31 mars 1966 à Domodossola, est un coureur de fond italien spécialisé en marathon et en course en montagne. Il a remporté le titre de champion du monde de course en montagne 1990 sur le parcours court et a remporté la médaille d'argent à la Coupe du monde de marathon en 1993. Il est également champion d'Italie de marathon et de course en montagne.

## Biographie
Enfant, il se blesse au tibia en faisant du ski et décide de se mettre à la course à pied à 12 ans.
Il connaît une excellente saison 1990 où il remporte le titre de champion d'Italie de course en montagne, puis remporte la course Sierre-Crans-Montana. Il remporte ensuite le titre de champion du monde de course en montagne 1990 sur le parcours court à Telfes. Il décroche également la médaille d'or par équipe avec Fausto Bonzi et Lucio Fregona.
A la fin de l'année 1990, il s'essaye à la distance du marathon et prend le départ du marathon de Carpi sans vraie préparation afin de se tester. Il remporte la victoire à la surprise générale en 2 h 11 min 54 s. Le marathon comptant comme championnats d'Italie, il décroche ainsi le titre national.
Il termine 28e des Championnats du monde de semi-marathon 1992 à South Shields en établissant son record personnel à 1 h 2 min 28 s.
Il prend part à la Coupe du monde de marathon 1993 à Saint-Sébastien où il décroche la médaille d'argent derrière le Britannique Richard Nerurkar. Il remporte également la médaille d'argent par équipe avec Luca Barzaghi et Walter Durbano. Il y établit son record personnel à 2 h 10 min 12 s.
En 1994, il prend le départ du marathon lors des Championnats d'Europe d'athlétisme à Helsinki mais abandonne.
Lors du Trophée mondial de course en montagne 1996, il termine 2e du parcours long et remporte une seconde fois l'or par équipe avec Antonio Molinari, Lucio Fregona et Massimo Galliano.
Après sa carrière sportive, il ouvre son cabinet de physiothérapie et devient entraîneur dans l'équipe Sport Project VCO, une équipe affiliée à la FIDAL qui promeut la course à pied sur tous les terrains,.

## Palmarès

### Route
| Année | Compétition                            | Lieu            | Place | Épreuve          | Performance     |
| ----- | -------------------------------------- | --------------- | ----- | ---------------- | --------------- |
| 1986  | Semi-marathon de Monza                 | Monza           | 2e    | Semi-marathon    | 1 h 3 min 50 s  |
| 1990  | Marathon de Carpi                      | Carpi           | 1er   | Marathon         | 2 h 11 min 54 s |
| 1991  | Semi-marathon de Monza                 | Monza           | 3e    | Semi-marathon    | 1 h 3 min 57 s  |
| 1991  | Marathon de Carpi                      | Carpi           | 8e    | Marathon         | 2 h 12 min 42 s |
| 1992  | Marathon de Turin                      | Turin           | 3e    | Marathon         | 2 h 14 min 21 s |
| 1992  | Championnats du monde de semi-marathon | South Shields   | 28e   | Semi-marathon    | 1 h 2 min 28 s  |
| 1992  | Marathon de New-York                   | New-York        | 14e   | Marathon         | 2 h 14 min 46 s |
| 1993  | Marathon de Boston                     | Boston          | 8e    | Marathon         | 2 h 12 min 56 s |
| 1993  | Coupe du monde de marathon             | Saint-Sébastien | 2e    | Marathon         | 2 h 10 min 12 s |
| 1993  | Corrida d'Octodure                     | Martigny        | 2e    | Course populaire | 28 min 10 s     |
| 1994  | Strabologna-Vivicittà                  | Bologne         | 1er   | Course populaire | 35 min 12 s     |
| 1995  | Semi-marathon de Bologne               | Bologne         | 3e    | Marathon         | 1 h 5 min 32 s  |
| 1995  | Marathon de Turin                      | Turin           | 10e   | Marathon         | 2 h 16 min 4 s  |
| 1995  | Marathon de Venise                     | Venise          | 7e    | Marathon         | 2 h 11 min 2 s  |
| 1996  | Marathon de Paris                      | Paris           | 9e    | Marathon         | 2 h 14 min 31 s |

### Course en montagne
| no  | masculin           | Course                                                 | Longueur | Départ             | Temps           |
| --- | ------------------ | ------------------------------------------------------ | -------- | ------------------ | --------------- |
| 2e  | Médaille d'argent  | Sierre-Crans-Montana                                   | 14,7 km  | 30 juillet 1989    | 56 min 1 s      |
| 1re | Médaille d'or      | Sierre-Crans-Montana                                   | 14,7 km  | 29 juillet 1990    | 56 min 51 s     |
| 1re | Médaille d'or      | Trophée mondial de course en montagne - Parcours court | 9,63 km  | 15 septembre 1990  | 41 min 56 s     |
| 1re | Médaille d'or      | Course du Glacier                                      | 17,5 km  | 3 juillet 1994     | 1 h 13 min 12 s |
| 2e  | Médaille d'argent  | Trophée mondial de course en montagne                  | 11 km    | 1er septembre 1996 | 58 min 42 s     |
| 3e  | Médaille de bronze | Course du Cervin                                       | 14,35 km | 19 août 2001       | 1 h 5 min 52 s  |

## Records
| Épreuve       | Performance     | Date              | Lieu                |
| ------------- | --------------- | ----------------- | ------------------- |
| 3 000 mètres  | 8 min 5 s 45    | 16 juillet 1989   | Caorle              |
| 5 000 mètres  | 13 min 42 s 4   | 19 juillet 1988   | Formia              |
| 10 000 mètres | 28 min 35 s 82  | 27 juin 1998      | Villeneuve-d'Ascq   |
| 10 kilomètres | 29 min 18 s     | 20 juin 1992      | Cesena              |
| 15 kilomètres | 44 min 24 s     | 27 septembre 1990 | Cologne             |
| 10 miles      | 48 min 18 s     | 11 septembre 1992 | Navazzo di Gargnano |
| Semi-marathon | 1 h 2 min 28 s  | 20 septembre 1992 | South Shields       |
| Marathon      | 2 h 10 min 12 s | 31 octobre 1993   | Saint-Sébastien     |